# Ferris (Texas)
Ferris is een plaats (city) in de Amerikaanse staat Texas, en valt bestuurlijk gezien onder Dallas County en Ellis County.

## Demografie
Bij de volkstelling in 2000 werd het aantal inwoners vastgesteld op 2175.
In 2006 is het aantal inwoners door het United States Census Bureau geschat op 2384, een stijging van 209 (9,6%).

## Geografie
Volgens het United States Census Bureau beslaat de plaats een oppervlakte van
8,0 km², geheel bestaande uit land. Ferris ligt op ongeveer 142 m boven zeeniveau.

## Plaatsen in de nabije omgeving
De onderstaande figuur toont nabijgelegen plaatsen in een straal van 16 km rond Ferris.